# Nieodwracalne
Nieodwracalne – dramat produkcji francuskiej z 2002 roku w reżyserii Gaspara Noé’go. Film uważany za jeden z bardziej kontrowersyjnych premier kinowych w 2002, ze względu na realistyczne ukazanie gwałtu i morderstwa. W filmie zastosowano odwrotną chronologię wydarzeń, gdzie początek filmu jest końcem historii, a koniec początkiem wydarzeń, rozgrywających się w ciągu jednego dnia.

## Opis fabuły
Historia dwóch mężczyzn (Marcusa i Pierre’a), szukających zemsty na człowieku odpowiedzialnym za gwałt na żonie Marcusa, będącej też byłą dziewczyną Pierre'a. Wydarzenia rozgrywają się w Paryżu w ciągu jednego dnia. Przedstawione są w odwrotnej chronologii, podczas trzynastu sekwencji o różnej długości.
Początek filmu (chronologicznie – koniec historii) to szybkie i niewyraźne ruchy kamery, tworzące złudzenie chaosu. Z biegiem filmu (chronologicznie – cofanie się w historii) kamera stale się uspokaja, symbolizuje stopniową utratę kontroli bohaterów nad własnym życiem, postępowaniem. Statyczne ujęcia są obecne także podczas scen zabójstwa i gwałtu.

## Przebieg wydarzeń
- Sekwencje w kolejności ukazanej w filmie:

1. Niewyraźne, niekontrolowane ruchy kamery, obracającej się nad placem sąsiadującym z klubem Odbytnica.
- (Czas trwania: około 2 min)

2. Rozmowa dwóch mężczyzn, podczas której padają słowa Czas niszczy wszystko oraz Wszyscy jesteśmy Mefistami.
- (Czas trwania: około 4 min)

3. Rozmowa dwóch starszych mężczyzn (Wszyscy jesteśmy Mefistami), po czym kamera kieruje się na wyjście z klubu dla homoseksualistów Odbytnica, gdzie wyprowadzani są przy obstawie policji Marcus (na noszach) i Pierre (w kajdankach).
- (Czas trwania: około 11.32 min)

4. Nieokreślony czas później dostali się do Odbytnicy, szukając sutenera o przezwisku Soliter. Marcus wdaje się w bójkę z towarzyszem "Solitera", którego bierze za sutenera, podczas której zostaje przewrócony, po czym zostaje mu złamana ręka na wysokości łokcia. Gdy osoba towarzysząca "Soliterowi" zabiera się do gwałtu na Marcusie, Pierre masakruje głowę rzekomego sutenera gaśnicą. Prawdziwy "Solitare" przygląda się zdarzeniu z boku i śmieje się.
- (Czas trwania: około 13.06 min)

5. Marcus szuka informacji o położeniu Odbytnicy. Dwóch nastolatków podaje przybliżone miejsce. Pierre waha się, chce zrezygnować, jednak Marcus niszczy taksówkę, w której siedzi Pierre.
- (Czas trwania: około 5 min)

6. Marcus i Pierre wsiadają do taksówki, kierowanej przez kierowcę pochodzenia azjatyckiego. Nie mogąc się porozumieć, następuje kłótnia, w wyniku której Marcus wyrzuca taksówkarza, odjeżdżając jego samochodem.
- (Czas trwania: około 3 min)

7. Wraz z dwoma mężczyznami, oferującymi pomoc, przesłuchują prostytutki w celu odnalezienia Guillermo Nuneza, ten jednak okazuje się być transwestytą, którego bił w tunelu Soliter. Pod nożem wyznaje o Soliterze i Odbytnicy.
- (Czas trwania: około 6 min)

8. Po przesłuchaniu przez policję, do Marcusa i Pierre'a zgłaszają się dwaj mężczyźni, twierdzący, iż mogą pomóc odnaleźć napastnika. Oferują pomoc w zamian za opłatę. Ich jedyną wskazówką jest saszetka znaleziona w tunelu, z dokumentami Guillermo Nuneza.
- (Czas trwania: około 2 min)

9. Alex, nie mogąc złapać taksówki, chcąc przejść ruchliwą ulicę, przechodzi tunelem. Natyka się na mężczyznę, szarpiącego kobietę. Zwraca on uwagę na przechodzącą Alex. Następuje scena gwałtu analnego, kręcona w czasie jednego ujęcia. W czasie gwałtu, w oddali widać człowieka, który wycofuje się, nie pomagając ofierze. Dowiadujemy się też, że w Odbytnicy Pierre nie zabił Solitera, który stał obok.
- (Czas trwania: około 14 min)

10. Pierre, Marcus i Alex są na domowej dyskotece. Marcus szybko zaczyna się bawić pod wpływem alkoholu i narkotyków, Pierre stara się go pilnować. Alex kłóci się z Marcusem, po czym wychodzi z przyjęcia.
- (Czas trwania: około 10 min)

11. Dojazd metrem na przyjęcie, w czasie którego poruszane są tematy seksualne. W luźnej atmosferze, Pierre stara się poznać szczegóły życia intymnego Marcusa i Alex. Alex bowiem opuściła Pierre'a, statecznego profesora filozofii na rzecz Marcusa, rozrywkowego i seksualnie wyzwolonego mężczyzny.
- (Czas trwania: około 15 min)

12. Marcus i Alex spędzają wspólnie czas w łóżku. Gdy Marcus idzie kupić alkohol na nadchodzące przyjęcie, Alex wykonuje test ciążowy, który okazuje się być pozytywny.
- (Czas trwania: około 3 min)

13. Początkowe słowa filmu: "Le Temps Detruit Tout" (Czas niszczy wszystko). Alex leżąc w parku, otoczona bawiącymi się dziećmi, czyta książkę Eksperyment z czasem Johna W. Dunne'a, w tle VII symfonia Ludwiga van Beethovena.
- (Czas trwania: około 4 min)

## Technika
- Sekwencja czwarta

Kamera wchodzi i wychodzi z taksówki. Efekt osiągnięty, dzięki dodaniu wirtualnych szyb, na których metodą komputerową wygenerowano efekt odbicia światła od lamp, stojących przy drodze.
- Sekwencja siódma

Scena gwałtu. Po nakręceniu całości, efekt poddano przeróbkom, bowiem pojawiły się problemy z taśmą. Zlikwidowano zadrapania, rysy, w scenie poprawiono kontrast, dodano więcej światła. Wszystko miało na celu większą wiarygodność ujęcia.
Pojawiający się w oddali statysta został dodany po skończeniu zdjęć. Podczas właściwej sceny nie zagrał tak, jak życzył sobie Gaspar Noé, nie chcąc więc kręcić ponownie całego ujęcia gwałtu, dokręcił oddzielnie rolę przypadkowego przechodnia, która została dodana do głównego planu.
Penis aktora, widoczny po gwałcie, jest wygenerowany metodą trójwymiarową, który został nałożony na ruchy aktora.
- Sekwencja druga

Do momentu upadku Marcusa, materiał kręcono w 16mm, następnie przechodząc na 35mm z szerszą ogniskową. Celem był efekt morfingu. Oba ujęcia są w ruchu, co daje złudzenie 16mm filmowi w 35mm, uzyskane poprzez odpowiednie kadrowanie.

Przy kręceniu scen, w której Pierre uderza gaśnicą rzekomego sutenera, całość podzielono na dwa ujęcia:

1. Albert Dupontel trzyma przeciętą na pół gaśnicę, po czym zaczyna sfingowane ciosy w leżącego aktora, z zachowaniem bezpiecznej odległości.

2. Albert Dupontel trzyma prawdziwą gaśnicę, po czym uderza manekina, mającego głowę napełnioną krwią. Stwierdzono jednak, iż głowa pozostaje zbyt nieruchoma i mało realistyczna. Zachowano więc twarz aktora prawie do samego końca ujęcia, dodając następnie metodą trójwymiarową rekonstrukcję deformacji twarzy oraz krwiaki.
Użyto także:
- Rotoskopia – animacja 3D głowy, zgodna z ruchem głowy aktora leżącego na ziemi.
- Matte-paint – ukazanie twarzy aktora w 3D, pokazujące, jak w miarę uderzeń deformuje się twarz, tworzą się krwiaki. Następuje połączenie w jeden obraz postaci aktora, gumowej głowy i głowy wygenerowanej metodą trójwymiaru.
- Tracking – praca z grafiką trójwymiarową, na obraz gaśnicy zostaje nałożona siatka.
- Raytracing – praca nad światłem na przedmiotach.

## Kontrowersje
W polskich mediach, szczególnie telewizji zauważono brutalność scen ukazanych w obrazie Gaspara Noé'go, zarzucano epatowanie pornografią i naturalistyczne przedstawienie scen gwałtu (analnego na kobiecie) i zabijania gaśnicą.
Kontrowersje wywołała także bariera wiekowa dla widzów, zgodnie z którą na seanse nie miały być dopuszczane, według prawa polskiego, dorosłe już osoby, a widzowie, którzy przekroczyli 21 lat. Przed filmem Nieodwracalne w Polsce taka sytuacja miała miejsce przy premierze filmu Gwałt (fr. oryg. Baise-moi) w reżyserii Virginie Despentes, debiutującego w polskich kinach siedem dni przed produkcją Gaspara Noé'go. W telewizyjnych serwisach informacyjnych posuwano się do prowokacji w celu sprawdzenia, jak kina przestrzegają granicy wiekowej. W tym celu podstawiano nieletnie osoby, mające na celu kupić bilet.
Omawiano możliwość wpływu na psychikę, jaki miał wywierać film na widzach.
Produkcja filmowa dzieliła krytyków filmowych. W internetowych recenzjach film zbierał wysokie oceny, jednak w papierowych mediach dominowało przekonanie gwałtownego i artystycznego ataku na widza.

## Soundtrack
- Irréversible (Original Soundtrack)